# Zamacra okamotonis
Zamacra okamotonis är en fjärilsart som beskrevs av Matsumura 1910. Zamacra okamotonis ingår i släktet Zamacra och familjen mätare. Inga underarter finns listade i Catalogue of Life.